# Atlantopandalus
Atlantopandalus is een geslacht van kreeftachtigen uit de klasse van de Malacostraca (hogere kreeftachtigen).

## Soort
- Atlantopandalus propinqvus (Sars G.O., 1870)